# Něvjansk
Něvjansk (rusky Невьянск) je město ve Sverdlovské oblasti v Ruské federaci. Při sčítání lidu v roce 2010 měl bezmála pětadvacet tisíc obyvatel. Je zde sídlo Něvjanského okresu.

## Poloha a doprava
Něvjansk leží na východním okraji Středního Uralu na řece Nějvě, levé zdrojnici Nicy v povodí Tury. Od Jekatěrinburgu, správního střediska oblasti, je vzdálen přibližně sto kilometrů severně.
Od roku 1878 vede přes Něvjansk železniční trať z Permu do Jekatěrinburgu, dříve zvaná Uralská důlní dráha.

## Dějiny
Něvjansk byl založen v roce 1701 v souvislosti se stavbou zdejší železárny. Městem je od roku 1919.

### Rodáci
- Vadim Petrovič Loginov (1927–2016), diplomat a politik
- Boris Grigorjevič Plotnikov (1949–2020), herec

## Kultura

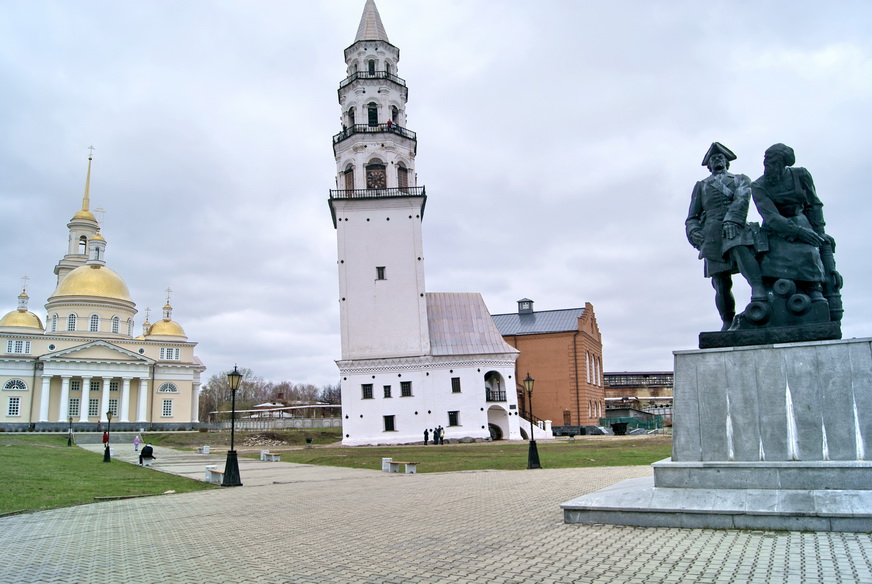
Něvjanská nakloněná věž

Hlavní turistickou atrakcí je Něvjanská šikmá věž postavená v první polovině osmnáctého století, která je i v městském znaku.